# 丹尼尔·阿兰苏比亚
丹尼尔·阿兰苏比亚·阿瓜多（Daniel Aranzubia Aguado，1979年9月18日—），西班牙足球运动员，场上司职门将。

## 俱乐部生涯
阿兰苏比亚在开始自己的职业生涯，并且在同皇家社会的德比大战里首次代表球队出战。随后，他逐渐从替补成长为主力，并且帮助球队在03-04赛季获得了第5名的好成绩。
但此后阿兰苏比亚出人意料地在同另一门将伊赖索斯的竞争中全面失利，在没有受到伤病困扰的情况下，一个赛季里甚至没法得到一次出场机会。
2008年夏天，阿兰苏比亚转会拉科鲁尼亚，表现重新焕发光彩，帮助球队成功从托托杯中晋级并且进入欧洲联盟杯。
2011年2月20日，在2010-11赛季西甲联赛第24轮阿尔梅里亚对阵拉科鲁尼亚的比赛进行到补时第5分钟时，阿兰苏比亚冲入对方禁区头球破门为本队扳平比分，这也是他职业生涯第一粒进球。

## 国家队生涯
迄今为止，阿兰苏比亚仅有一次为国效力的记录，那是在2004年6月5日，同安道尔的友谊赛上。同时，他还作为西班牙队的第三门将，参加了2004年欧洲杯，但未获出场机会。